# Принія рудокрила
Принія рудокрила (Prinia erythroptera) — вид горобцеподібних птахів родини родини тамікових (Cisticolidae). Мешкає в Африці на південь від Сахари. Деякі дослідники виділяли її в монотиповий рід Рудокрила принія (Heliolais), однак за результатом молекулярно-генетичного дослідження вид був віднесений до роду Принія (Prinia).

## Підвиди
Виділяють чотири підвиди:
- P. e. erythroptera (Jardine, 1849) — Західна Африка від Сенегалу до Камеруну, південного Чаду і ЦАР;
- P. e. jodoptera (Heuglin, 1864) — північ Центральної Африки від Камеруну до Південного Судану і північно-західної Уганди;
- P. e. major (Blundell & Lovat, 1899) — Західна Ефіопія;
- P. e. rhodoptera (Shelley, 1880) — Східна Африка від Кенії до Мозамбіку і східного Зімбабве.

## Поширення і екологія
Рудокрилі принії живуть в сухих саванах, рівнинних тропічних лісах і чагарникових заростях на висоті до 1500 м над рівнем моря.